# Rachid Taha Live
Albums de Rachid Taha
Made in Medina
(2000) Tékitoi
(2004)
Rachid Taha Live est le premier album live solo de Rachid Taha paru en 2001. Il a été produit par Steve Hillage qui joue aussi la guitare et fait les chœurs. 

## Historique
Cet album live a été réalisé avec les titres les plus importants des trois précédents albums de Rachid Taha. Il a été enregistré le 11 mars 2001 à l'Ancienne Belgique de Bruxelles.

## Liste des titres
1. Menfi
2. Nokta
3. Ida
4. Ya Rayah
5. Medina
6. Bent Sahra
7. Barra Barra
8. Foqt Foqt
9. Ala Jalkoum
10. Voila Voila
11. Garab

## Musiciens ayant participé à l'album
- Rachid Taha : chant
- Steve Hillage : guitares, chœurs
- Francois Delfin : guitares, chœurs
- Hakim Hamadouche : luth
- François Even : basse, chœurs
- Yves Aouizerate : claviers, chœurs
- Abdel Abrit : batterie
- Hassan Lachal : darbouka